# Мстиж
Мстиж (біл. вёска Мсьціж) — село в складі Борисовського району Мінської області, Білорусь. Село адміністративним центром Мстижської сільської ради, розташоване в північно-східній частині області.